# منطقة نانديد
نانديد رمزها «ND» (بالإنجليزية: Nanded)‏ ، هو تقسيم إداري لدولة الهند تتبع ولاية ماهاراشترا (بالإنجليزية: Maharashtra)‏ ، مركزها هو مدينة نانديد (بالإنجليزية: Nanded)‏ عدد سكانها حسب تعداد سنة 2001 هو 2,868,158 ، مساحتها 10,528 كم² وكثافة السكان 272 لكل كم² .